# Dendrobium recurvilabre
Dendrobium recurvilabre är en orkidéart som beskrevs av Johannes Jacobus Smith. Dendrobium recurvilabre ingår i släktet Dendrobium, och familjen orkidéer. Inga underarter finns listade i Catalogue of Life.